# Valentin Raychev
Valentin Raychev est un lutteur bulgare spécialiste de la lutte libre né le 20 août 1953 à Sofia.

## Biographie
Valentin Raychev participe aux Jeux olympiques d'été de 1980 à Moscou dans la catégorie des poids welters et remporte la médaille d'or.